# Elecciones generales de Liechtenstein de febrero de 1953
Las elecciones generales de Liechtenstein fueron realizadas el 15 de febrero de 1953. El Partido Cívico Progresista permaneció con 8 de los 15 escaños del Landtag, y mantuvo un gobierno de coalición con la Unión Patriótica. Esta fue la primera y única elección en donde participó el Partido Obrero y Campesino.[cita requerida]

## Resultados
| Partido                    | Votos | %    | Escaños | +/–   |
| -------------------------- | ----- | ---- | ------- | ----- |
| Partido Cívico Progresista | 1458  | 50.5 | 8       | 0     |
| Unión Patriótica           | 1229  | 42.6 | 7       | 0     |
| Partido Obrero y Campesino | 198   | 6.9  | 0       | Nuevo |
| Votos en blanco/nulos      | 132   | –    | –       | –     |
| Total                      | 3017  | 100  | 15      | 0     |
| Participación electoral    | 3333  | 90.5 | –       | –     |
| Fuente: Nohlen & Stöver    |       |      |         |       |

## Otras elecciones
- Elecciones generales de Liechtenstein de 1949
- Elecciones generales de Liechtenstein de febrero de 1953
- Elecciones generales de Liechtenstein de 1989
- Elecciones generales de Liechtenstein de 2009